# Roland Meyer de Voltaire

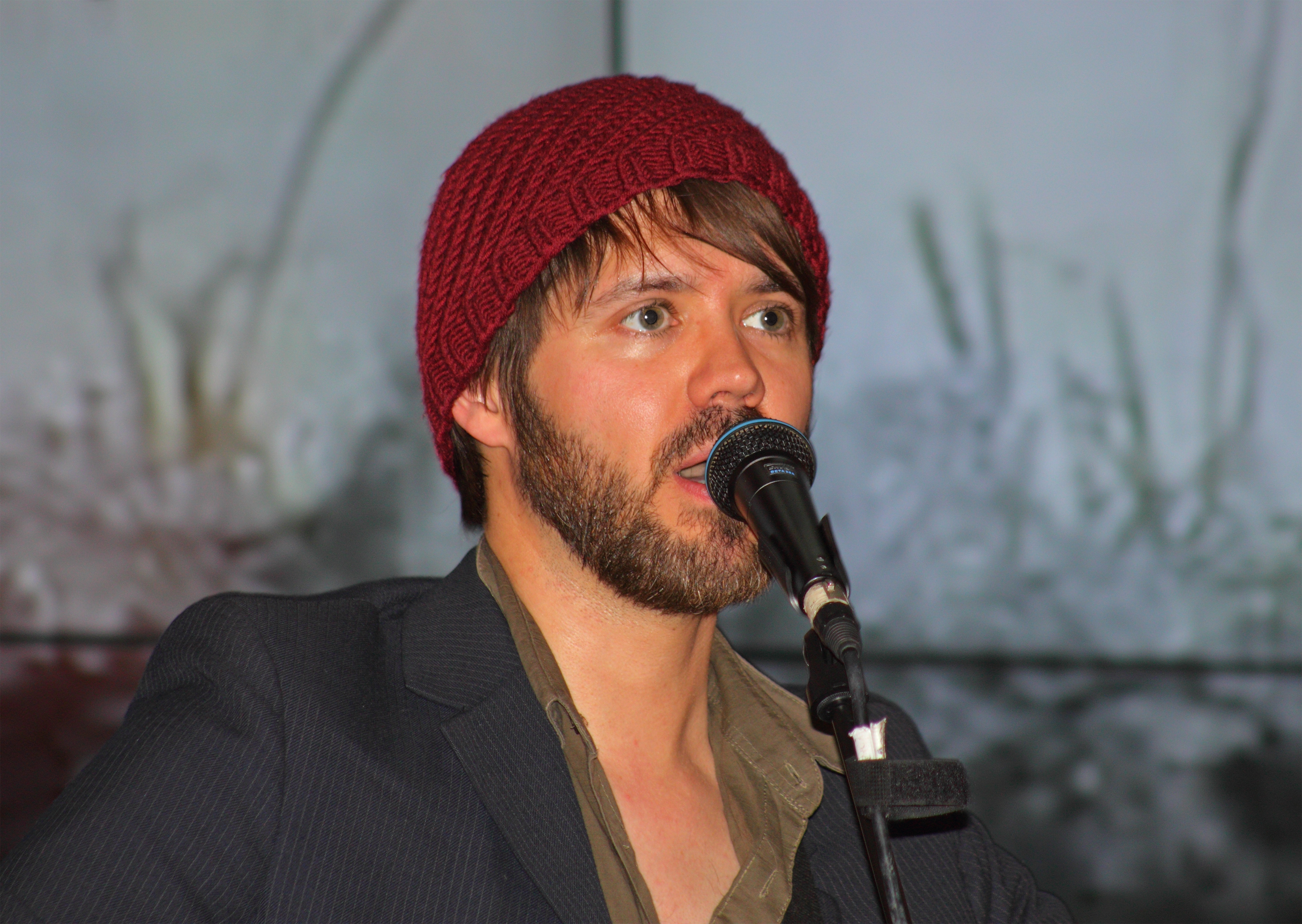
2012

Roland Meyer de Voltaire (* 8. September 1978 in Bonn) ist ein deutscher Sänger, Songwriter, Komponist und Musikproduzent. Zwischen 2003 und 2011 war er Sänger, Texter und Komponist der von ihm gegründeten Indie-Rock-Band Voltaire. Seit 2015 tritt Meyer de Voltaire unter dem Projekt- und Künstlernamen Schwarz auf. 2020 wurde die Dokumentationsreihe Wie ein Fremder – Eine deutsche Popmusik-Geschichte veröffentlicht, die Meyer de Voltaires Lebensweg nachzeichnet und ihn zwischen 2014 und 2020 bei seiner künstlerischen und privaten Entwicklung beobachtete.

## Biografie
Roland Meyer de Voltaire wurde am 8. September 1978 in Bonn geboren. Seine Eltern sind Rolf Meyer und die aus einem bolivianischen Adelsgeschlecht stammende Dora de Voltaire. Meyer de Voltaire hat zwei ältere Brüder, Guido (* 1971) und Andreas (* 1974). Bis 1985 wuchs Meyer de Voltaire in der damaligen Bundeshauptstadt Bonn auf. Hier erhielt er eine musikalische Früherziehung, sowie Klavier- und Gitarrenunterricht an der Musikschule. 1985 zog die Familie bedingt durch einen beruflichen Wechsel seines Vaters ins seinerzeit noch kommunistische Moskau. In der russischen Hauptstadt besuchte er die Deutsche Schule und erlernte unter anderem E-Gitarre. Kurz vor seinem 14. Geburtstag kehrte die Familie 1992 zurück nach Bonn. Im Stadtbezirk Bad Godesberg setzte er seine schulische Ausbildung an der Otto-Kühne-Schule fort. Während seiner Zeit auf dem Privatgymnasium spielte er Gitarre in der Schulband MOT und entwickelte sich zum führenden und einflussreichen Kopf der Band. 1998 absolvierte er sein Abitur. Anschließend zog Meyer de Voltaire zunächst nach Köln, seit 2014 lebt er in Berlin.

## Musikalischer Werdegang

### Voltaire
2003 gründete Meyer de Voltaire die Indie-Rock-Band Voltaire. Meyer de Voltaire zeichnete in der Band für die in deutscher Sprache verfassten poetischen Texte, den Gesang und die Komposition verantwortlich. 2004 wurde das Majorlabel Universal Music auf Voltaire aufmerksam und nahm die Band unter Vertrag. Es folgte noch im selben Jahr die Veröffentlichung der EPs Sonne Heute Wo und Flut EP. 2006 erschien das als vielsprechend geltende Debütalbum Heute ist jeder Tag. Trotz zahlreicher positiver und oftmals begeisterter Rezensionen von Musikkritikern- und journalisten blieb der kommerzielle Erfolg aus. Im März 2009 wurde das zweite und letzte Voltaire-Album Das letzte bisschen Etikette veröffentlicht. Auch diesem Album blieb der kommerzielle Erfolg verwehrt.  2011 löste sich die Band Voltaire nach insgesamt acht gemeinsamen Jahren schließlich auf.
Unter seinem eigenen Namen publizierte Meyer de Voltaire den Song Lauf, Lauf für den 2011 veröffentlichten Dokumentarfilm Tom meets Zizou – Kein Sommermärchen von Aljoscha Pause. Es folgten einige weitere musikalisch enttäuschende und finanziell entbehrungsreiche Jahre. Im Mai 2014 zog Meyer de Voltaire von Köln nach Berlin, um seiner künstlerischen Entwicklung neue Impulse zu geben und um gleichzeitig näher an der hauptsächlich in Berlin agierenden Musikindustrie zu sein. In Berlin konnte er bereits zuvor bestehende Kontakte zu anderen Musikern wie Megaloh, Enno Bunger und Alina vertiefen. 

### Schwarz
Seit 2015 tritt Meyer de Voltaire unter dem Projekt- und Künstlernamen Schwarz auf. Im Zuge eines Schwarz-Auftritts mit der Pianistin Yuliya Drogalova und der Violinistin Célia Schann wurde im März 2015 der renommierte Musikmanager Steffen Gottwald auf den Musiker aufmerksam. Fortan übernahm Gottwald und das von ihm mitbegründete Musiklabel Styleheads Music das Management von Meyer de Voltaire. 2017 sicherte sich das Plattenlabel Spinnin’ Records die internationalen Rechte am Schwarz-Track Home. Das dazugehörige Musikvideo wurde weltweit bis heute mehr als eine Million Mal bei YouTube aufgerufen. Daraufhin veröffentlichte Schwarz mehrere Singles und EPs sowie das Debütalbum White Room (2019) und dessen erweiterte Deluxe-Version The Complete White Room (2020). Außerdem tritt Meyer de Voltaire seit Gründung des Projektes Schwarz regelmäßig als Gastsänger und Produzent für verschiedene mit ihm affilierte Musiker wie Megaloh, Enno Bunger oder Schiller in Erscheinung. Mit den beiden Singles Avalanche und New Day steuerte Meyer De Voltaire zwei Singles zu Schillers im März 2019 veröffentlichten Nummer-1-Album Morgenstund bei. Folglich trat Meyer de Voltaire ab Mai 2019 bei Schillers „Es werde Licht“-Tour in den größten Arenen Deutschlands als „Special Guest“ mit seinen beiden Singleauskopplungen auf.
Am 5. Juni 2020 erschien die fünfteilige Doku-Serie Wie ein Fremder – Eine deutsche Popmusik-Geschichte als Blu-ray und Video-On-Demand. In dieser Langzeitstudie von Aljoscha Pause begleitet der Filmemacher Roland Meyer de Voltaire über einen Zeitraum von sechs Jahren. Netflix sicherte sich die Ausstrahlungsrechte der Doku-Reihe und ist seit dem 1. Oktober 2020 auf der Streamingplattform verfügbar. Im April 2021 veranstaltete 3sat erstmals einen Themenabend mit einer kompletten Doku-Serie und zeigte Wie ein Fremder – Eine deutsche Popmusik-Geschichte am Stück. Daraufhin folgte eine breite Berichterstattung über den Künstler, u. a. im Nachrichtenmagazin Der Spiegel und in verschiedenen Sendeformaten, u. a. von radioeins, Deutschlandfunk Kultur, Deutschlandfunk Nova und dem WDR.
Am 8. Mai 2023 erschien der gemeinsam mit dem Produzenten und Komponisten Mark Pinhasov produzierte Track Time to Sleep als Titellied der von RTL+ und Warner produzierten Serie Zwei Seiten des Abgrunds (internationaler Titel: Two Sides of the Abyss). Die Serie erschien zeitgleich in über 60 Ländern auf HBO Max und lief wenig später auf Vox.
Im Anschluss veröffentlichte er im September 2023 auf dem Musiklabel Styleheads Music das zweite Schwarz-Album Red Pill. Das Musikfachmagazin Rolling Stone rezensierte das Album und befand, dass das Album „zeitgemäße Beats und tief empfundenes Songwriting“ biete. Zudem handele es sich um „ein introspektives, kunstvolles und berührendes Album von einem, der Musik in sich trägt.“ Ab Dezember 2023 folgte die dazugehörige Album-Release-Tour „A Crack of Light“ durch zahlreiche deutsche Städte.

## Diskografie

### Alben
Mit Voltaire
- 2006: Heute ist jeder Tag
- 2009: Das letzte bisschen Etikette

Als Schwarz
- 2019: White Room
- 2020: The Complete White Room
- 2023: Red Pill

### Singles / EPs / Remixe
Mit 'Voltaire
- 2004: Sonne Heute Wo (EP)
- 2004: Flut (EP)

Als Roland Meyer de Voltaire
- 2011 Lauf, Lauf (Single)

Als Schwarz
- 2016: Live (EP)
- 2017: Home (Single)
- 2017: Home Acoustic
- 2017: Home (CMC$-Remix)
- 2017: Home (Vimalavong-Remix)
- 2017: In Your Eyes (Single)
- 2017: In Your Eyes (Michael Prado-Remix)
- 2017: In Your Eyes (Robot-Koch-Remix)
- 2018: In Your Eyes (EP)
- 2018: Cold Sunlight (JATA-Remix)
- 2018: The Others (Single)
- 2018: The Others (Acoustic Version, rearranged by Enno Bunger)
- 2019: Outside Looking In (Single)
- 2019: The Others (Michael Prado-Remix)
- 2019: Empty Space (Goldhouse-Remix)
- 2019: Beneath The Skin (Single)
- 2019: Get Up (Single)
- 2019: Dream (Schiller-Remix)
- 2020: Avalanche 2020 (Single)
- 2020: Get Up (Donne le meilleur) mit Kéo
- 2020: Always Forward
- 2021: Sunscreen
- 2023: A Crack of Light

### Als Gastinterpret
- 2013: Megaloh – Leben, Lieben, Lernen
- 2016: Thomas Lizzara & Schwarz -– Shine
- 2019: Schiller – Avalanche
- 2019: Schiller – New Day
- 2022: Dead Rabbit, Schwarz, Sola Plexus – Heart Glow
- 2021: Schlindwein & Schwarz – Black Hole
- 2021: Megaloh – Wasser
- 2023: Mark Pinhasov & Schwarz – Time to sleep

### Als Produzent
- 2017: Alina – Worte sind Mörder (aus dem Album Die Einzige)
- 2019: Enno Bunger – Ponyhof (aus dem Album Was berührt, das bleibt)
- 2019: Enno Bunger – Wolken aus Beton (aus dem Album Was berührt, das bleibt)

### Als Co-Autor
- 2015: Enno Bunger – Wo bleiben die Beschwerden? (aus dem Album Flüssiges Glück)
- 2015: Enno Bunger – Renn! (aus dem Album Flüssiges Glück)
- 2017: Alina – Titan, Kompass, Zurück zu mir, Worte sind Mörder (aus dem Album Die Einzige)
- 2019: Enno Bunger – Wolken aus Beton (aus dem Album Was berührt, das bleibt)
- 2019: Schiller – Avalanche (aus dem Album Morgenstund)
- 2019: Schiller – New Day (aus dem Album Morgenstund)
- 2023: Dana – Alright (aus dem Album Future Daughters)
- 2022: Dana – Whole (aus dem Album Future Daughters)

## Filmmusik (Auswahl)
- 2009: Sirenen (Kurzfilm von Visar Morina)
- 2009: Thomas, Thomas (Kurzfilm, Mockumentary von Corinna Liedtke)
- 2011: Tom meets Zizou – Kein Sommermärchen (Dokumentarfilm von Aljoscha Pause)
- 2013: Trainer! (Dokumentarfilm von Aljoscha Pause)
- 2014: Ein Märchen von einer unmöglichen Stelle im Universum (Kurzfilm von Markus Wulf)
- 2018: Being Mario Goetze – Eine deutsche Fußballgeschichte (Dokumentarfilm und Doku-Serie von Aljoscha Pause)
- 2019: Inside Borussia Dortmund (Doku-Serie von Aljoscha Pause)
- 2022: Art is a State Of Mind (Doku-Serie von Aljoscha Pause)
- 2022: Second Move Kills – 5 Jahre mit Jens Spahn (Doku-Serie von Aljoscha Pause)